# كورين أونيانغو
كورين أونيانغو (بالإنجليزية: Corine Onyango)‏ هي مُمثلة ومُذيعة كينية.

## حياتها الخاصة
لدى كورين أونيانغو ابن يُدعى «كينغ كوي». تتحدث كورين أونيانغو اللغتين الفرنسية والإنجليزية بطلاقة.

## أعمالها
- 2008: «من خلال همسة» (بالإنجليزية: From a Whisper)‏ (فيلم).
- 2010: «حكايات تينغا تينغا» (بالإنجليزية: Tinga Tinga Tales)‏ (مُسلسل تلفزيوني).

## روابط خارجية
كورين أونيانغو على موقع IMDb (الإنجليزية)
- كورين أونيانغو على موقع قاعدة بيانات الفيلم (الإنجليزية)